# Kysyl-Suu
Kysyl-Suu (früher auch Pokrowka) ist ein Dorf mit 12.460 Einwohnern (Stand 2022) nahe der Stadt Karakol und südlich des Sees Yssyk-Köl in Kirgisistan. Es ist der Hauptort des Rajons Dscheti-Ögüs.
Kysyl-Suu liegt ungefähr 10 km südlich des Seeufers zwischen Barskoon und dem Kurort Dscheti-Ögüs. Es befindet sich am Ende des Tschong-Kysyl-Suu-Tales, durch welches der Fluss Tschong Kysyl-Suu fließt. Das Dorf ist Basis für Trekking- und Reittrekkingtouren.
Kysyl-Suu ist kirgisisch und bedeutet übersetzt ‚Rotes Wasser': das Wasser des Flusses ist bei schlechtem Wetter durch die roten Felsen der Gegend rot. Das Dorf ist typisch kirgisisch aufgebaut. Im Zentrum gibt es mehrere kleine Läden und einen Basar. Sonntags findet ein Viehmarkt statt.